# Katsu Kaishū
Katsu Kaishū est un nom japonais traditionnel ; le nom de famille (ou le nom d'école), Katsu, précède donc le prénom (ou le nom d'artiste).
Katsu Kaishū (勝　海舟, Katsu Kaishū, 12 mars 1823 - 21 janvier 1899) était un officier de la marine japonaise et un homme d'État qui vécut pendant les dernières années du shogunat Tokugawa (aussi nommé Bakumatsu) et le début de l'ère Meiji. Aussi appelé Awa Katsu, Rintarō ou Yoshikuni, Kaishū était un étudiant cultivé qui réalisa une étude sur les technologies militaires étrangères. Lorsque le Commodore Perry de la Marine des États-Unis mit fin brutalement à la politique nationale isolationniste du Japon en s'amarrant dans la baie d'Edo avec sa flotte de guerre, le shogunat japonais se mit à chercher des solutions pour repousser la menace d'une domination étrangère. Katsu, en particulier, lui soumit plusieurs propositions visant à la création d'une nouvelle marine japonaise (dont les agents seraient entre autres recrutés suivant leurs compétences plutôt que par leur rang social), la fabrication de navires de guerre équipés de canons et d'armes comme les Occidentaux, et enfin la mise en place d'académies militaires à part entière. Toutes ces propositions furent votées favorablement et Katsu lui-même devint en quelques années amiral (軍鑑奉行, Gunkan-bugyō) de la nouvelle marine shogunale.
En 1860, Katsu dirigea le Kanrin-maru, une petite goélette à trois mâts, pour escorter la première délégation japonaise de San Francisco (capitale de la Californie) à Washington DC pour la ratification formelle du traité de Harris (Townsend). Il vécut pendant deux mois à San Francisco, ce qui lui permit de constater les différences entre le gouvernement japonais et américain, ainsi qu'entre les sociétés japonaise et américaine. En 1866, Katsu Kaishū, toujours amiral, parvint à négocier un traité de paix entre le shogunat et les révolutionnaires des provinces de Satsuma (薩摩藩, Satsuma Han) et Chōshū (長州藩, Chōshū Han), assurant ainsi une transition relativement paisible dans la Restauration de Meiji (明治維新, Meiji Ishin).
Quand le shogun Tokugawa Yoshinobu abdiqua, ce fut le début d'une guerre civile entre ses partisans et les nouvelles forces de l'Empire. Kaishū parvint à négocier la reddition du château d'Edo face aux troupes de Takamori Saigō et de l'Alliance Satchō, sauvant ainsi non seulement les habitants d'Edo (environ un million de personnes) mais aussi l'avenir de la nation japonaise en général sur le plan politique. En dehors de ses activités militaires, Katsu était aussi un historien et un auteur prolifique dans les domaines militaires et politiques. On se souvient de lui comme l'un des hommes les plus avisés de son époque, capable d'évaluer la situation du Japon par rapport au monde et d'en prévoir les nécessités politiques et de modernisation.

## Débuts de carrière
Katsu Rintarō est né en janvier 1823 à Edo (l'actuelle Tokyo) sous le nom officiel de Katsu Yoshikuni (勝　義邦, Katsu Yoshikuni). Son père Katsu Kokichi, vassal du bas de l'échelle pour le shogun Tokugawa Iemochi, était le chef d'une petite famille de samouraïs qui, à cause de son mauvais comportement, fut contraint de laisser son statut de chef au profit de son fils Rintarō alors que l'enfant n'avait que 15 ans. D'un parchemin de Shōzan Sakuma sur lequel son maître avait calligraphié « 海舟書屋 » (kaishū shooku), Katsu Rintarō tira son nouveau prénom, Kaishū. Kaishū était par nature curieux et confiant, il lui arrivait donc souvent d'interroger les gens sur ce qu'il ne comprenait pas. Il vit pour la première fois un planisphère à 18 ans. « J'étais émerveillé et stupéfait », déclarera-t-il plus tard, avant de rajouter que c'est à ce moment qu'il décida de voyager dans le monde entier.
Quoiqu'au début, l'idée même d'apprendre une langue étrangère semblait à Katsu grotesque parce qu'il n'était jamais entré en contact avec d'autres cultures, Katsu apprit plus tard le néerlandais et assimila divers aspects des sciences militaires européennes. Quand les gouvernements européens tentèrent d'ouvrir le dialogue avec le Japon, le gouvernement japonais le nomma traducteur, et il se forgea une réputation dans les technologies militaires occidentales. Depuis 1635, le shogunat Tokugawa appliquait une politique isolationniste particulièrement stricte, une façon comme une autre de contrôler fermement quelque 260 provinces féodales. Toutefois, en 1818, la Grande Bretagne s'empara d'une bonne partie de l'Inde ; La signature du Traité de Nankin en 1842, à la fin de la première guerre de l'opium, lui permit ainsi d'acquérir Hong Kong. En 1853, le commodore Matthew Perry de la Marine des États-Unis, amena un escadron de navires lourdement armés jusque dans la baie de la capitale du shogunat, mettant fin par la force à la politique isolationniste du Japon, et augurant 15 années de tourmente pour le pays.
Il était évident que le Japon devait réagir vite s'il voulait éviter de se faire coloniser par les puissances étrangères. Le shogunat organisa alors un sondage national afin de savoir quelle solution adopter. Les réponses se comptaient par milliers, certaines proposant que les ports soient ouverts aux étrangers et d'autres plaidant pour le maintien de l'isolationnisme, mais aucune ne suggérant de méthode concrète pour atteindre le but visé. Kaishū, qui était à l'époque encore un samouraï inconnu, soumettait une proposition claire et concrète. Il fit remarquer que Perry n'avait pu entrer dans la baie d'Edo que parce que le Japon ne possédait pas de marine nationale. Dans sa proposition, il demandait qu'en formant cette nouvelle armée de mer, le gouvernement militaire rompe avec la tradition et recrute ses hommes en fonction non du traditionnel statut social mais des capacités de chacun. Kaishū demandait que le shogunat lève l'interdiction qui empêchait la construction de navires de guerre, qu'il se mette à concevoir des canons et des armes à feu suivant les méthodes occidentales, que l'armée en général s'aligne sur les grades occidentaux, et que des académies militaires soient mises en place. Par ces propositions, Kaishū soulignait l'avance technologique dont disposait l'Europe et les États-Unis tout en défiant l'étroitesse d'esprit qui caractérisait les opposants à toute réforme moderne de l'armée.
Dans les années qui suivirent, le shogunat vota en faveur de chacune des propositions de Kaishū. En 1855 (seconde année de la période dite du « gouvernement stable »), Kaishū lui-même intégra l'administration. En septembre de la même année, il faisait voile vers Nagasaki avec 37 autres vassaux du shogunat Tokugawa pour devenir le successeur de Naoyuki Nagai à la tête du centre d'entraînement naval de la ville. Il demeura directeur du centre jusqu'en 1860, quand il fut nommé officier dans la marine shogunale.

## Séjour aux États-Unis

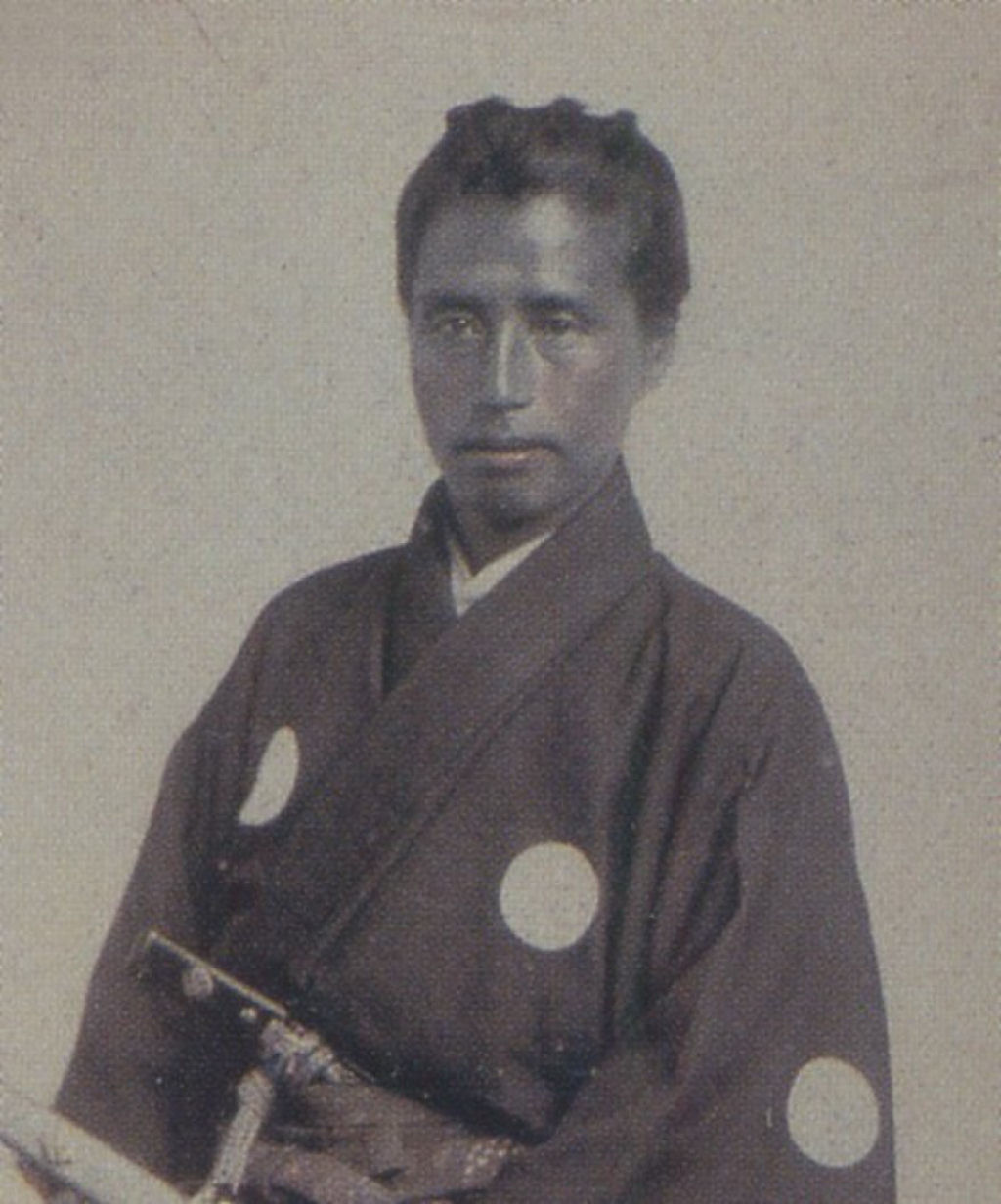
Katsu à San Francisco, en 1860

En 1860, Katsu fut nommé capitaine du Kanrin-maru (une petite goélette à trois mâts) pour escorter, avec l'aide du lieutenant de marine John Mercer Brooke, la première délégation japonaise de San Francisco à Washington DC pour la ratification officielle du Traité de Harris. Le Karin-maru, navire construit par des Néerlandais, était le premier navire de guerre à vapeur du Japon. Sa traversée du Pacifique devait donc signifier au monde que le Japon avait assimilé les techniques modernes de construction navale et de navigation. Kaishū resta à San Francisco pendant environ deux mois, observant la société américaine, sa culture, sa technologie. Kaishū fut particulièrement frappé par le contraste entre la société américaine et le Japon féodal où chacun naissait et grandissait toute sa vie dans l'une des quatre classes sociales que compte sa société. Il observa qu'il n'y avait « aucune distinction entre les soldats, les paysans, les artisans ou les marchands. N'importe qui peut se mettre à commercer, et même un officiel haut-gradé peut s'il le souhaite monter son commerce s'il démissionne ou prend sa retraite. » Au Japon, le samouraï moyen, qui recevait généralement un traitement de son seigneur féodal, méprisait la classe des marchands, qui ne vivait selon eux que pour l'unique profit pécuniaire de toute transaction.
Katsu remarqua ainsi qu'en Amérique, « les gens qui se promènent en ville ne portent généralement pas d'épée, que ces personnes soient soldats, marchands ou officiels ». Au Japon, tout samouraï devait impérativement toujours porter son arme sur lui. Il critiqua aussi les relations homme-femme de la société américaine : « un homme se promenant avec sa femme lui tiendra systématiquement la main ». Kaishū, dont le statut de samouraï de seconde zone lui vaut d'être mis à l'écart par sa propre caste, fut ravi par les Américains. « Je ne m'attendais pas à ce que les Américains aient l'air si heureux en nous voyant arriver à San Francisco, ni même à ce que les représentants officiels du gouvernement et tous les habitants de la ville fassent tant d'efforts pour bien nous traiter. »

## Service militaire et guerre civile

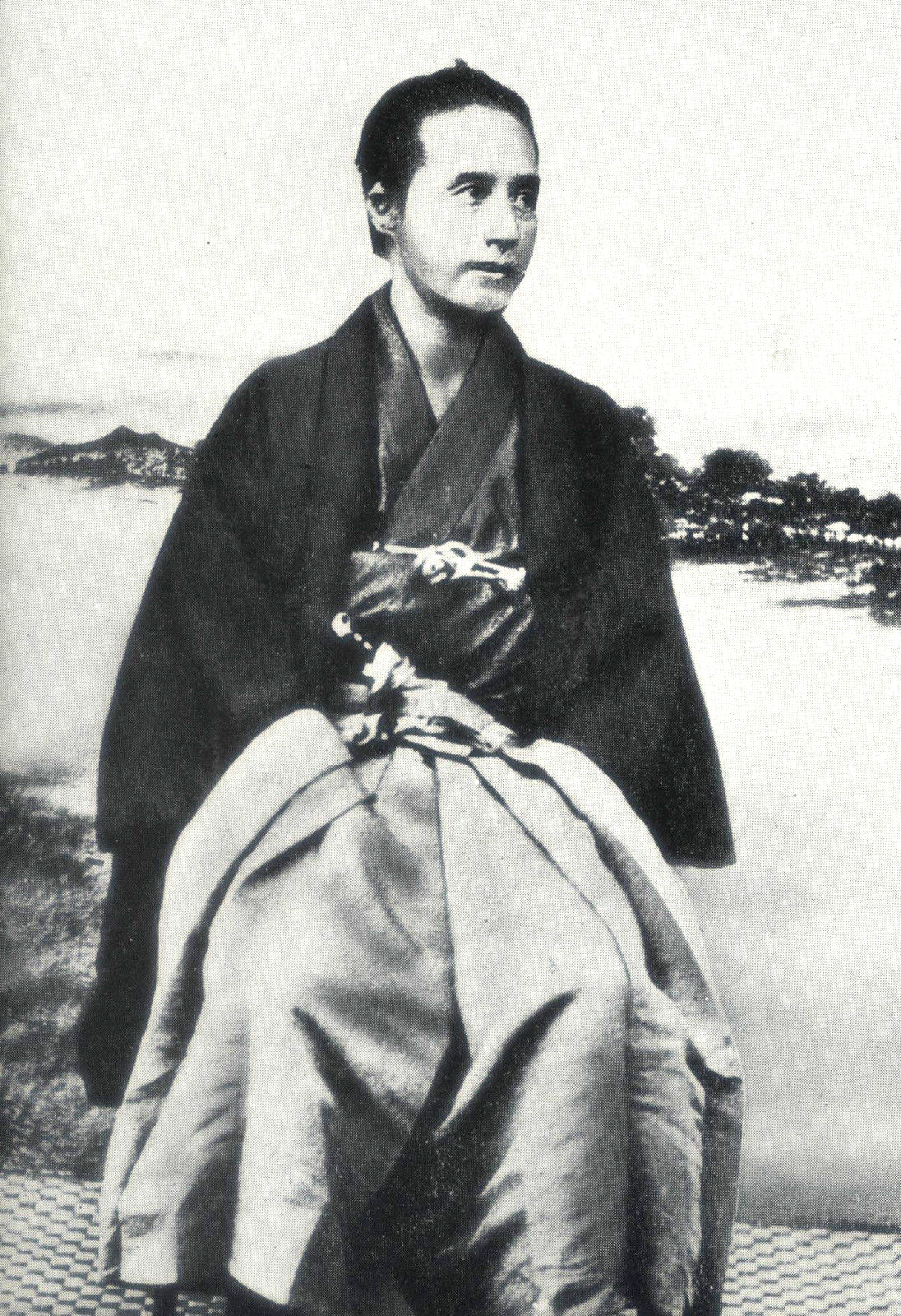
Photo de Kaishū tirée d'un livre sur le Bakumatsu

En 1862, Katsu fut promu vice-amiral de la marine Tokugawa. En 1863, il fonda une académie navale à Kobe avec l'aide de son assistant, Sakamoto Ryōma. Dans l'année qui suivit, Katsu fut promu enfin amiral de la marine et reçut le titre honorifique « Awa no Kami » (安房の守, soit littéralement « Protecteur de la province de Kami »), d'où le surnom que lui donnaient ses amis, « Awa ». Katsu défendait avec ferveur aux conseils d'État l'idée que les forces navales japonaises devaient être unifiées et dirigées par des officiers formés spécialement pour leur poste quelle que soit leur province d'origine. Les années où il dirigea l'école navale de Kobe (1863-1864), l'école devint un pôle d'activité majeur pour les progressistes et les réformateurs. En octobre 1864, Kaishū, jusque-là resté en permanence dans les faveurs du shogun, fut soudainement rappelé à Edo, déchu de ses fonctions et mis aux arrêts pour avoir caché des ennemis de la dynastie Tokugawa en toute connaissance de cause. L'académie navale fut fermée et son traitement réduit au strict minimum.
En 1866, les forces du shogunat subirent une série de défaites humiliantes face à l'armée des révolutionnaires de Chōshū et Tokugawa Yoshinobu, chef du clan Tokugawa, bientôt le quinzième et dernier Tokugawa au titre de Shogun, fut contraint de réintégrer Katsu à son poste. Le seigneur Yoshinobu n'aimait pas Katsu. C'était une tache dans son gouvernement, un traître qui avait rompu la tradition séculaire et la loi elle-même en partageant ses compétences avec l'Ennemi du shogunat. Katsu avait ouvertement critiqué ses collègues moins talentueux à Edo en déclarant qu'ils étaient incapables d'accepter l'idée que les jours du shogunat Tokugawa étaient désormais comptés. Il avait même risqué de se faire punir en suggérant au précédent shogun, Tokugawa Iemochi, d'abdiquer. Mais Yoshinobu et ses conseillers savaient que Katsu était le seul à avoir gagné le respect et la confiance des révolutionnaires à Edo. Ils décidèrent donc de le réintégrer malgré tout.
En août 1866, l'Amiral Katsu Kaishū fut envoyé à l'île sanctuaire de Miyajima (宮島) dans la province d'Hiroshima pour rencontrer des représentants de l'Alliance Satchō. Avant de partir, il dit au shogun Yoshinobu : « Je règlerai tout avec les hommes de Chōshū en un mois. Si je ne suis pas rentré d'ici là, considérez qu'ils m'ont décapité. » Malgré le danger considérable, Kaishū fit ce voyage seul, sans le moindre garde du corps. Peu après avoir négocié un traité de paix avec Chōshū qui permettra une transition relativement paisible dans la Restauration de Meiji, Kaishū démissionna en raison de différends avec le shogunat Tokugawa, puis rentra chez lui, à Edo.
En octobre 1867, le Shogun Tokugawa Yoshinobu abdiqua ses fonctions au profit de l'Empereur. Dès janvier 1868, une guerre civile éclata aux environs de Kyoto entre les opposants à l'abdication du shogun Tokugawa et les forces armées du nouveau gouvernement impérial déterminées à éliminer ce qui restait des forces Tokugawa pour qu'elles ne s'en relèvent jamais. Les forces impériales, menées par Takamori Saigō, samouraï exilé de Satsuma, étaient largement inférieures en nombre à celles des opposants. Pourtant, elles parvinrent à mettre en déroute l'armée de l'ex-shogun en trois petits jours. Les dirigeants du nouveau gouvernement exigeaient de Yoshinobu qu'il se fasse hara-kiri et décidèrent que le 15 mars, 50 000 soldats assiègeraient le château d'Edo tandis que la ville serait mise à feu et à sang.
Katsu voulait à tout prix éviter la guerre civile qu'il considérait comme une invitation à l'intervention pour les armées étrangères. Mais bien que sympathisant avec la cause anti-Tokugawa, Katsu demeura fidèle au bakufu Tokugawa pendant la guerre de Boshin : son devoir l'obligeait, étant un vassal des Tokugawa, à servir au mieux les intérêts de son seigneur et maître Tokugawa Yoshinobu. Ainsi en mars 1868, Katsu, fils d'un humble samouraï, était devenu l'homme le plus puissant de tout Edo, riche d'une flotte de 12 vaisseaux de guerre. Et en tant que chef des armées Tokugawa, il préférait encore réduire en cendres le château d'Edo que de l'abandonner aux impériaux et risquer une guerre civile sanguinaire pour repousser les forces impériales de Saigō.
Quand Katsu apprit que l'attaque de l'armée impériale était imminente, il écrit une lettre à Saigō où il expliqua que les vassaux des Tokugawa faisaient quoi qu'il arrive partie de la nouvelle nation japonaise. Au lieu de se battre, dit-il, le nouveau gouvernement devrait plutôt coopérer avec l'ancien afin de s'occuper de la véritable menace qui pesait sur tous, la possible colonisation du Japon par des puissances étrangères qui surveillaient la révolution via leurs représentants diplomatiques depuis 15 ans. Saigō répondit à cette lettre en posant des conditions nécessaires pour éviter la guerre, permettre au clan Tokugawa de survivre et à Yoshinobu d'être épargné, incluant entre autres la capitulation du château d'Edo. Le 14 mars, soit 1 jour avant le début de l'attaque, Katsu rencontra Saigō et accepta ses conditions. Il négocia la reddition du château d'Edo à Takamori Saigō et l'Alliance Satchō le 3 mai 1868, et devint la figure historique qui non seulement sauva les vies et les biens d'un million d’Edokko mais aussi l'avenir de la nation japonaise. Katsu accompagna le dernier des shoguns, Tokugawa Yoshinobu, lorsqu'il fut banni à Shizuoka (静岡県, Shizuoka-ken).

## Fin de carrière
Katsu intégra quelque temps le nouveau gouvernement sous le nom de Yasuyoshi (安芳), d'abord au poste de ministre adjoint de la Marine Impériale Japonaise en 1872, puis de secrétaire d'État à la Marine entre 1873 et 1878. Il fut l'un des plus remarquables anciens membres du shogunat Tokugawa à avoir trouvé un poste dans le nouveau gouvernement de Meiji. Quoique son influence dans la Marine fut minime (car largement dominée par un noyau dur d'officiers de Satsuma), Katsu servit comme conseiller pour la politique nationale du pays. Suivant le nouveau système d'anoblissement (家族, kazoku) instauré par le Japon, en 1887, Katsu Kaishū reçut le titre de Comte (伯爵, hakushaku). Enfin, Katsu fut conseiller d'État et écrit nombre d'œuvres sur la marine jusqu'à sa mort en 1899, ainsi que ses mémoires dans le livre Hikawa Seiwa (氷川清話).

## Héritage
Sakamoto Ryōma, une figure-clé dans le renversement du shogunat Tokugawa, était un protégé et assistant pendant quelque temps de Kaishū, qui le considérait comme « un grand homme du Japon, sinon le plus grand ». Kaishū partageait avec Ryōma ses vastes connaissances du monde occidental, comme l'idée de la démocratie américaine, les Droits de l'homme ou les rouages des sociétés en commandite par actions. Tout comme Ryōma, Kaishū était un épéiste accompli qui ne sortait jamais sa lame devant un adversaire en dépit de nombreux attentats à sa vie. Une fois, il déclarera : « On m'a tiré dessus à bout portant vingt fois en tout. J'ai une cicatrice à la jambe, une à la tête, et deux aux côtes. » Le courage dont a toujours fait preuve Kaishū face à la mort lui vient de sa conception de la vie : « Je méprise le meurtre et n'ai jamais tué quiconque. Je maintiens mon épée si solidement dans son fourreau que même si je le voulais, je ne pourrais pas la tirer. »
E. Warren Clark (en) (1849-1907), un éducateur américain qui connaissait Kaishū personnellement, désignait ce dernier comme « le Bismarck du Japon » en raison de son rôle unificateur pour la nation japonaise dans les années qui suivirent la chute du shogunat Tokugawa.